# The Never Story
Albums de J.I.D
DiCaprio
(2015) DiCaprio 2
(2018)
Singles
1. NEVER
Sortie : 24 février 2017

The Never Story est le premier album studio de J.I.D, sorti le 10 mars 2017.

## Réception

### Critique
The Never Story reçoit un accueil enthousiaste de la presse. Scott Glaysher de HipHopDX donne une note positive de 3,9/5 à l'album et résume : « Nous savons tous que les paroliers du Sud existent bel et bien, mais dans le mumble game d'aujourd'hui, il est rafraîchissant de nous le rappeler avec 12 morceaux de paroles astucieuses et des rythmes nets ». Austin Farewell du site Medium écrit que le projet est « un début vraiment solide de J.I.D. Son son a un bon équilibre entre unicité et familiarité ».

## Liste des titres
| No  | Titre                                                    | Auteur                                                       | Contient un (des) sample(s) de      | Durée |
| --- | -------------------------------------------------------- | ------------------------------------------------------------ | ----------------------------------- | ----- |
| 1.  | Doo Woop (Produit par Sean McVerry)                      | Destin Route, Sean McVerry                                   |                                     | 1:15  |
| 2.  | General (Produit par Latrell James et OZ the Additive)   | Route, Latrell Boyd, Brandon Coleman                         |                                     | 3:18  |
| 3.  | NEVER (Produit par Christo et Childish Major)            | Route, John Welch, Marcus Randle                             |                                     | 4:01  |
| 4.  | EdEddnEddy (Produit par Hollywood JB)                    | Route, Welch, Eugene McDuff, Justin Bryant                   | Oblighetto de Brother Jack McDuff   | 2:20  |
| 5.  | D/vision (featuring EarthGang – Produit par J. Cole)     | Route, Johnny B. Moore, Olu Fann, Eian Parker, Jermaine Cole |                                     | 4:25  |
| 6.  | Hereditary (Produit par Tha Officialz et Childish Major) | Route, Welch, Randle, Bryant, Vincent Jenkins Jr.            |                                     | 4:03  |
| 7.  | All Bad (featuring Mereba – Produit par Hollywood JB)    | Route, Bryant, Marian MerebaAdam Feeney                      | Parts on Parts de Frank Dukes       | 4:51  |
| 8.  | Underwear (Produit par Christo)                          | Route, Welch                                                 |                                     | 3:34  |
| 9.  | 8701 (featuring 6LACK – Produit par Childish Major)      | Route, Randle, Ricardo Valentine                             |                                     | 1:51  |
| 10. | Hoodbooger (Produit par SMKA)                            | Route, Blake German, Mike Ratledge                           |                                     | 2:36  |
| 11. | Somebody (Produit par The Imaginary Kids et Christo)     | Route, Welch, Bruce Swedien, Richard Boyell, Joel Georges    | Time par Ju-Par Universal Orchestra | 3:35  |
| 12. | LAUDER (Produit par J. Cole et Christo)                  | Route, Welch, Cole                                           |                                     | 4:02  |